# Kirchgellersen
Kirchgellersen település Németországban, azon belül Alsó-Szászország tartományban. Lakosainak száma 2624 fő (2023. december 31.). Kirchgellersen Mechtersen, Vierhöfen és Reppenstedt községekkel határos.

## Népesség
A település népességének változása:
| Lakosok száma | 2433 | 2467 | 2551 | 2602 | 2626 | 2624 |
|               | 2016 | 2017 | 2019 | 2021 | 2022 | 2023 |